# 宇野元房
宇野 元房（うの もとふさ）は、安土桃山時代の武将。毛利氏の家臣。父は宇野元弘、弟に宇野弘久、宇野弘通。

## 生涯
毛利氏家臣・宇野元弘の長男として生まれる。毛利輝元に仕え、父・元弘とは別に所領を与えられた。
天正12年（1584年）1月6日、毛利輝元の加冠状を受けて元服し、「元」の偏諱を受けて宇野元房と名乗った。。
慶長5年（1600年）7月8日に死去。元房には実子がいなかったため養子を迎えようとしたが、直後に起こった関ヶ原の戦いに伴う混乱によって元房の家は断絶となり、次弟の弘久が後に宇野氏の家督を継いだ。